# Son del Puerto
Son del Puerto es un pueblo aragonés de la comarca de la Comunidad de Teruel perteneciente al municipio de Rillo. En el año 2009 tenía 16 habitantes.

## Toponimia
Según Agustín Ventura Conejero "Son" proviene del latín sub. De esta manera el topónimo significaría "de bajo el Puerto".

## Geografía
El pueblo de Son del Puerto se encuentra situado al sur de la sierra de la Costera en la vertiente de un cabezo. Está a 1304 m sobre el nivel del mar y a una distancia de 54 km de la ciudad de Teruel, la capital de su comarca y de su provincia.

## Historia
Consta su población desde al menos mediados del siglo XIV cuando la localidad era la sede de una rectoría dependiente de la diócesis de Zaragoza. Civilmente, pertenecía a la Sexma del Río Martín de la Comunidad de Teruel y era por tanto de la corona. Durante la guerra de los Dos Pedros consta que las rentas que generaba al rey, 100 sueldos anuales, fueron destinadas por el monarca para financiar la guarnición de Borja. En los fogajes de 1489-1491 y 1495 se registraron 4 fuegos (casas habitadas) en la localidad.
Las reformas eclesiásticas hispanas de finales del siglo XVI buscaron desarrollar la estructura religiosa y estatal en las zonas poco pobladas del sur de Aragón, creando la diócesis de Teruel a la que fue adscrita la localidad. Así constan el reparto del diezmo, primicias y prebendas eclesiásticas que pagaba la localidad entre el nuevo obispo de Teruel, su cabildo catedralicio y el clero local. Poco después se construyó la iglesia de la Asunción.
Del siglo XVIII constan dos donaciones póstumas de vecinos de la localidad para obras en la iglesia. Ese mismo siglo nacieron en la localidad los religiosos Francisco Marzo, conocido por sus trabajos sobre la historia de la orden de Predicadores en Zaragoza, y Pedro Bello, recordado por su crónica de los agustinos en Filipinas.
Con la construcción del estado liberal en España en el siglo XIX se abolieron las comunidades de aldeas que habían regido la vida de la localidad durante siglos. En su lugar, la localidad de Son del Puerto fue constituido en un ayuntamiento adscrito al nuevo partido judicial de Aliaga, a su vez parte de la nueva provincia de Teruel.
A mediados del siglo XIX, el lugar, por entonces con ayuntamiento propio, tenía contabilizada una población de 76 habitantes. Aparece descrito en el decimocuarto volumen del Diccionario geográfico-estadístico-histórico de España y sus posesiones de Ultramar de Pascual Madoz de la siguiente manera:

SON DEL PUERTO: l. con ayunt. en la prov. y dióc. de Teruel (6 1/2 leg.), part. jud. de Aliaga (2), aud. terr. de Zaragoza y c. g. de Aragon. sit. al N. de una cord. de sierras y en la carretera que desde Teruel sube á Montalban; el clima aunque algo frio es bastante sano. Se compone de unas 20 casas de mediana construccion, una igl. parr. (La Asuncion de Ntra. Sra.) servida por un cura de segundo ascenso y de concurso y provision ordinaria, y un cementerio que en nada perjudica á la salud pública. Confina el térm. por el N. con el de Valdeconejos, part jud. de Segura; E. Mezquita y Adovas; S. Cañada Vellida, y O. Pancrudo; hay en él algunos manantiales de buenas aguas. El terreno aunque de secano es de regular calidad, teniendo algunos montes con mata baja y pastos. Los caminos, ademas del que va á Montalban hay otros que conducen á los pueblos inmediatos. El correo se recibe de la cab. del part. jud. prod.: trigo, cebada y algunos otros cereales y semillas; hay ganado lanar y caza de conejos, liebres y perdices. pobl.: 19 vec., 76 alm. riqueza prod.:. 69,295 rs.
(Madoz, 1849, p. 442)

Otras fuentes registran la existencia de un colegio de niñas en la década siguiente.
A comienzos del siglo XX era una de las localidades de la provincia de Teruel donde se mencionaba la existencia de minas de carbón. Durante la guerra civil española, la localidad fue tomada por el bando sublevado el 6 de febrero de 1938, durante las etapas finales de la batalla de Teruel. El municipio de Son del Puerto desapareció en 1971, al ser incorporado al de Rillo.

## Demografía
| Gráfica de evolución demográfica de Son del Puerto entre 1842 y 1970 |
| |
| Población de derecho según los censos de población del INE Población de hecho según los censos de población del INEEn este censo se denominaba Sou del Puerto: 1842 Entre el censo de 1981 y el anterior, este municipio desaparece porque se integra en el municipio 44195 (Rillo) |

## Patrimonio
En la localidad hay una iglesia bajo la advocación de la Asunción de Nuestra Señora.
En la actualidad la iglesia está en desuso; no obstante el lugar cuenta con una plaza.